# 容器 (数据类型)
在计算机科学中，容器是指一種类、数据结构、或者抽象数据类型，其实例为其他类的对象。换言之，它们以一种遵循特定访问规则的方法来存储对象。容器的大小取决于其包含的对象（或元素）的数目。潜在的不同容器类型的实现可能在空间和时间复杂度上有所差别，这使得在给定应用场景中选择合适的某种实现具有灵活性。

## 概览
容器可以三种方式看待：
- 访问：即访问容器中对象的方式。
  - 在数组中，访问凭借数组索引完成。
  - 在栈中，访问遵循先入后出（或后入先出）的顺序[3]。
  - 在队列中，访问遵循先入先出（或后入后出）的顺序[4][5]。
  - 并非所有设计中，这些不同的数据结构都是严格意义上的容器。特别地，按ISO C++的定义，C++标准库中的容器是符合容器要求（container requirement）的类型；C++标准库中作为数组的std::array的特化是这样的容器，但作为栈std::stack和作为队列的std::queue并不是容器，而是基于其它容器的容器适配器（container adaptor）。后者和容器有很多实际差异，例如自身不提供迭代器。
- 存储：即存储容器中对象的方式。
- 遍历：即遍历容器中对象的方式。

典型的容器实现如下的方法：
- 创建一个新的空容器（即构造函数）。
- 向容器中插入对象。
- 从容器中删除对象。
- 删除容器中的所有对象（即清空）。
- 访问容器中的对象。
- 获取容器中对象的数目（即尺寸）。

并非所有设计遵循以上要求，例如C++标准库的std::array不提供清空，而std::forward_list不提供对象计数。
容器有时结合迭代器实现。

## 分类

### 按存储类型
- 基于值的容器：存储对象的副本。
- 基于引用 （英語：reference）的容器：存储指针或对象的引用。

### 单值或关联容器
- 单值容器：每个对象在容器中被独立存储，并且其被直接或凭借迭代器访问。
- 关联容器：关联数组、映射或者字典是由键值对组成的容器，因此每一个键在给定容器中最多出现一次。如果一个值（对象）被存储在给定容器中，那么键可以用于寻找它。

## 图形容器
部件工具箱使用特殊控件（也称作容器）去将其他控件分组（窗口、面板等）。除它们的图形特性之外，它们有和容器类一致的表现：它们存有它们子控件的列表，并且允许对子控件进行增加、删除或获取等操作。

## 不同实现
- .NET: System.Collections (MSDN)（页面存档备份，存于）
- ActionScript3: AS3Commons Collections Framework
- C++: C++标准库 (SC++L) or the obsolete 标准模板库 (STL)
  - 容器在标准模板库中被分为关联容器和标准的序列容器。除了这两种类型之外，也存在容器适配器。由容器实现的数据结构包含数组、列表、映射、队列、集合、堆栈、表、树以及向量。
- Java: Java集合框架(JCF)
- Objective-C: Foundation Kit的部分。
- PL/SQL: 集合[6]
- Python: 内置容器 list、dict、tuple和set，可使用collections（页面存档备份，存于）模块进一步拓展。
- Scala: 在scala.collection.mutable and scala.collection.immutable包中的可变及不可变容器。